# Олга Брадистилова
Олга Стоева Митова (Брадистилова)  е българска художничка, майстор на голите тела. Работи в областта на портрета, пейзажа и натюрморта с мекота, прозрачност и богатство на колорита – изразено в творчеството ѝ.
 Олга Брадистилова е дъщеря на генерал лейтенант Стою Брадистилов.

## Биография

### Произход и образование
Родена е на 3 октомври 1908 година в град Стара Загора в семейството на видни възрожденци и интелектуалци. Родителите ѝ Стою и Стояна Брадистилови са от град Панагюрище. През 1923 г. постъпва в Държавната художествена академия.  Първите години учи в общия, след това продължава в специалния курс по живопис в ателието на проф. Стефан Иванов. 
Завършва Академията през 1929 г. и с първите си участия в изложби очертава кръга на творческите си пристрастия. Няколкото дамски портрета, голи тела, пейзажи и натюрморти, създадени през следващите две години, са израз както на възприетото от Стефан Иванов, така и на нейното лично усещане за магията на цвета и тишината на съзерцанието.

### Ранно творчество
Измежду множеството творчески сдружения по онова време тя избира Дружеството на независимите художници.  Приета за негов член през 1931 година. Олга Брадистилова участва във всяка от следващите му колективни изложби.  Живописните ѝ творби от тези години са максимално лаконични. Портретите са изчистени от всичко излишно и вниманието изцяло е насочено към типичното състояние на изобразяваните личности.  Пейзажите и натюрмортите с цветя подкупват със стаената си вътрешна красота. Колоритът е сдържан. 
Със събраните картини от трите години на ранното си творчество Олга Брадистилова открива през 1933 г. в София първата си самостоятелна изложба. Откликът е повече от поощрителен. Няколко акта, натюрморта, дамски портрета и този на майка ѝ биват репродуцирани години след това. Най-характерно за този период от творчеството ѝ остава романтичното женско изображение, което авторката нарича „Съзерцание“.

### Активни години
През 1934 г. Олга Брадистилова заминава за Италия. Амбицията да разшири художествената си подготовка я отвежда в Рим, където две години специализира живопис в ателиетата на известните педагози – професорите К. Сивиеро и А. Боки. Работата в тях и времето, прекарано в галериите и музеите, бурният културен живот, множеството различни художествени явления и срещите ѝ с техните представители оказват своето влияние. Започва да работи интензивно. Четката ѝ става все по-артистична, а живописта по-звучна и експресивна. Открива за себе си предизвикателството на външно неизразителните художествени обекти. В мостовете на Рим и Падуа, тесните улички на Виченца и алеите на Адидже при Верона тя се стреми към улавянето на мига, играта на светлината, атмосферата на делника. Голямата част от тези платна и картони оставя в Италия.
В края на 1936 г. се завръща в България. С няколко от донесените картини и новите, които създава от околностите на София, морето и планинските села тя организира по-късно в столицата втората си самостоятелна изложба.  В нея включва актове и няколко портрета на млади жени /включително автопортрета си/, в които от началото на 30-те години е запазила само романтичното въздействие. Интензивната звучност на живописта ѝ, както и свободната игра на четката, веднага са забелязани и оценени по достойнство.
Три години по-късно Олга Брадистилова отново заминава за Италия. Освен Рим и познатите градове тя броди из стръмните улички на ония малки градчета, които тогава остават встрани от вниманието на чужденците. Редица от пейзажите, които създава там, ще бъдат откупени, а десетките ескизи ще запази за работа в софийското си ателие. Срещите ѝ с някои от популярните тогава в Рим интелектуалци провокират създаването на една поредица от портрети, от които връща в България само този на италианския си приятел – поета Трилусса.
През 1940-те години Олга Брадистилова насочва вниманието си предимно към голото женско тяло и портрета. Пропитите с нежност изображения на Дженка, Рада Стоянова, Надя Траянова, Иванка Акрабова („Вечерна разходка“) и голямата поредица от актове налагат името ѝ като майстор на голите тела. И неслучайно в представата на следващите поколения познавачи и почитатели на изкуството тя ще остане като такава. 
През 1950-те години участията ѝ в националните изложби са свързани предимно с портрета. От този период са изображенията на диригента Ас. Найденов, на скулптора Андрей Николов, Мария Касабова, портрети на възрожденски революционери, една серия женски голи тела, както и натюрмортите с димитровчета, гладиоли и перуники. Живописта ѝ донякъде е загубила младежката артистичност за сметка на по-тържественото въздействие.

### Кончина
Дори и на 70-годишна възраст Олга Брадистилова не спира да твори. Отново се редят портрети, натюрморти, актове и пейзажи. С тях и с любимите картини от по-ранните периоди през 1977 г. организира юбилейната си изложба в София. Рисува чак до 1980 г. но на 21 септември 1981 г. именитата и талантлива Олга Брадистилова умира в София на 72 години.
След смъртта ѝ нейният брат Виктор Брадистилов дарява на Панагюрище почти всички съхранени в ателието картини. През 1997 г. Старозагорската художествена галерия организира голяма ретроспективна изложба с творби от всичките периоди на нейното творчество.

## Признание и награди
- През 1964 година е поканена за откриването на нейни изложби в Рим и Милано. Четири години по-късно отново е поканена за самостоятелна изложба в Рим. Направените през този престой завършени творби представя при завръщането си в страната.
- През 1964 е удостоена я със златен медал на Римската академия в Рим.
- Удостоена я със сребърен медал за участието си в организираната през 1969 година международна изложба в Рим.
- През 1972 година я удостояват с медал и званието Академик на международната академия „Тиберина“ в Рим. За заслуги към художествения живот в Италия и я удостоява със званието „академик“, което звание се смята за особено престижно и е присъждано на художници, между които Хуан Миро и Салвадор Дали.
- През 1974 година получава почетното звание „Златен легион“ на Международната организация на изкуствата в Рим.
- През 1976 година получава златния медал за изкуство и поезия „Анибал Каро“.
- В България художничката е отличена с орден „Кирил и Методи“, втора степен.
- През 1976 година ѝ е връчен златен медал „Заслуга към Панагюрище“ и Почетен Диплом за заслуги към град Панагюрище.